# Episodi di Hinterland (seconda stagione)
La seconda stagione della serie televisiva Hinterland, composta da 9 episodi, è stata trasmessa sul canale gallese S4C dal 1º gennaio al 1º novembre 2015.
In Italia la stagione è stata pubblicata interamente in 5 episodi da 90 minuti su Netflix il 29 luglio 2017. In chiaro, è andata in onda dal 13 novembre all'11 dicembre 2017 su Giallo.
| nº | Titolo originale                    | Titolo italiano | Prima TV Galles   | Pubblicazione Italia |
| -- | ----------------------------------- | --------------- | ----------------- | -------------------- |
| 1  | In the Dead of Night                | Episodio 1      | 1 gennaio 2015    | 29 luglio 2017       |
| 2  | Ceredigion - Part 1                 | Episodio 2      | 13 settembre 2015 | 29 luglio 2017       |
| 3  | Ceredigion - Part 2                 | Episodio 2      | 20 settembre 2015 | 29 luglio 2017       |
| 4  | The Tale of Nant Gwrtheyrn - Part 1 | Episodio 3      | 27 settembre 2015 | 29 luglio 2017       |
| 5  | The Tale of Nant Gwrtheyrn - Part 2 | Episodio 3      | 4 ottobre 2015    | 29 luglio 2017       |
| 6  | Dark River - Part 1                 | Episodio 4      | 11 ottobre 2015   | 29 luglio 2017       |
| 7  | Dark River - Part 2                 | Episodio 4      | 18 ottobre 2015   | 29 luglio 2017       |
| 8  | The Sound of Souls - Part 1         | Episodio 5      | 25 ottobre 2015   | 29 luglio 2017       |
| 9  | The Sound of Souls - Part 2         | Episodio 5      | 1 novembre 2015   | 29 luglio 2017       |